# Tara (livro)

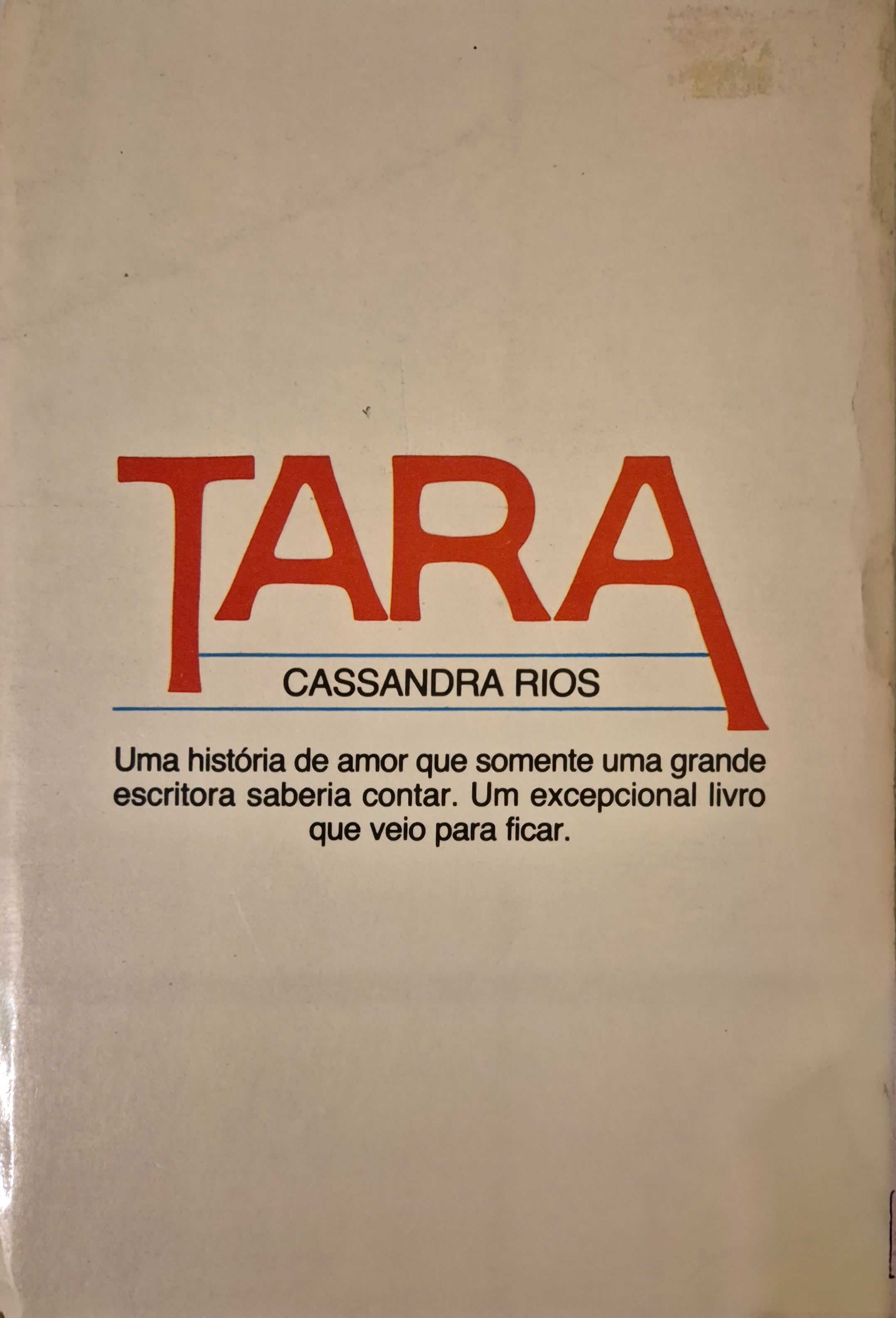
Contracapa do livro Tara de Cassandra Rios.

Tara é um romance escrito pela autora brasileira Cassandra Rios e publicado em 1961. A obra é considerada uma das mais emblemáticas da autora, abordando temas como sexualidade feminina, poder, manipulação e desigualdades sociais.

## Sinopse
A trama gira em torno de Tarí, uma viúva branca, rica e bissexual que seduz outras mulheres por diversão. A história se passa na fictícia Ilha dos Corais, habitada majoritariamente por pessoas negras e pobres. Tarí utiliza seu poder de sedução para manipular aqueles ao seu redor, incluindo Alessandra, uma renomada escultora que se vê envolvida em um jogo perigoso de desejo e resistência. Paralelamente, Norma, obcecada por conquistar o amor de Tarí, recorre aos serviços de Zeca do Mato, um homem que se diz mestre em feitiçarias, enquanto sua filha, Sarita, vive um relacionamento com Alessandra.

## Análise crítica
Tara tem sido objeto de estudos acadêmicos que analisam as representações de raça, gênero e sexualidade na obra de Cassandra Rios. A autora utiliza a personagem Tarí para explorar a interseção entre branquitude, poder e desejo, destacando as desigualdades raciais e de gênero presentes na sociedade brasileira da época.

## Trecho
Alessandra sentia-a junto a si, toda fremente e, num impulso inadvertido, instintivo, virou-lhe a cabeça para encontrar num beijo a boca de Tarí que prendeu à sua alucinadamente. Sentiu-lhe a língua, a saliva escorrer, os dentes mordendo-lhe os lábios, as mãos arranhando-lhe a nuca, o corpo insinuando-se flexível, colada a ela de alto a baixo, o coração pulsando toda trêmula, numa emoção indescritível. Beijou-a como se quisesse através daquele beijo arrancar-lhe a alma. O sangue correu célere nas veias, esquentando-a, sentiu o suor da mais arrebatada sensação subir à flor da pele, umedecendo-a.— Cassandra Rios, Tara (1961)